# Idóza
Idóza je monosacharid patřící mezi aldózy a hexózy; první a třetí hydroxylová skupina mají opačné uspořádání než druhá a čtvrtá. Samotná idóza se v přírodě nevyskytuje, ale její oxidovaný derivát kyselina iduronová je složkou glykosaminoglykanů dermatansulfátu a heparansulfátu. Vyrábí se aldolovou kondenzací D- a L-glyceraldehydu. L-idóza je C-5 epimer D-glukózy.
Identifikaci této sloučeniny lze provést pomocí hmotnostní spektrometrie.